# Park Chan-yong
Park Chan-yong est un boxeur sud-coréen né le 10 juin 1963 à Hwasun.

## Carrière
Passé professionnel en 1980, il devient champion du monde des poids coqs WBA le 24 mai 1987 après sa victoire par arrêt de l'arbitre au 11e round contre Takuya Muguruma. Chan-yong perd son titre dès le combat suivant au 10e round face à Wilfredo Vazquez le 4 octobre 1987. Battu également par Daniel Zaragoza, champion WBC des super-coqs, en 1989, il met un terme à sa carrière en 1991 sur un bilan de 33 victoires, 5 défaites et 2 matchs nuls.